# Sitabile Dewa
Sitabile Dewa, oft Stabile Dewa (* 1984 oder 1985) ist eine simbabwische Aktivistin für Demokratie und Frauenrechte.

## Karriere
Dewa studierte an der University of Zimbabwe und erwarb dort einen Master in Internationale Beziehungen. Bereits während ihres Studiums engagierte sie sich in Studentenbewegungen und wirkte u. a. an Kampagnen mit, die sich für die Freiheit der Lehre und die Verbesserung der Studienbedingungen einsetzten. Zudem gehörte sie zu den Aktivisten, die im November 2018 gegen Präsident Robert Mugabe auf die Straße zogen und letztlich zum Rückzug des früheren Diktators beitrugen.
Nach ihrem Studium arbeitete sie im Heal Zimbabwe Trust, einer Nichtregierungsorganisation, die sich für gewaltfreie Konfliktlösungen und Friedenskonsolidierung in Simbabwe einsetzt. Zunächst war sie dort als Managerin für Kommunikation und Forschung tätig, später übernahm sie die Funktion der stellvertretenden Direktorin. 2018 gründete sie in Masvingo die Women’s Academy for Leadership Excellence (WALPE), eine Hochschule für Frauen, die eine Karriere in der Politik anstreben. Dewa ist seit der Gründung Geschäftsführerin. Ihr angestrebtes Ziel ist eine deutliche Erhöhung des Frauenanteils bei den Nationalwahlen im Jahr 2023. Zwar hat Simbabwe eine Frauenquote in der Nationalversammlung, jedoch ist der Anteil gewählter Frauen bei der vergangenen Wahl deutlich zurückgegangen und erreicht nur noch 12,4 % über die durch die Quote vorgegebenen Plätze hinaus. Zudem soll die Frauenquote 2023 aufgehoben werden. Daher bietet WALPE Fortbildungs- und Austauschmöglichkeiten sowie Empowerment-Maßnahmen für Frauen an, die sich für ein politisches Amt interessieren.
Parallel zu ihrer Arbeit absolvierte sie ein weiteres Studium im Fachbereich Frieden, Menschenrechte und Governance an der Africa University.

## Verhaftung
Im Jahr 2019 wurde Dewa mit sechs weiteren simbabwischen Aktivisten verhaftet. Zuvor hatten sie die Konferenz „Human rights, peace building and non-violent strategies to engagement“ auf den Malediven besucht. Die staatlich kontrollierte simbabwische Zeitung The Herald veröffentlichte währenddessen einen Artikel über die Konferenz und stellte die These auf, dass die Aktivisten dort in Terrorismus und Gegenspionage ausgebildet würden. Daraufhin wurden alle sechs Aktivisten bei ihrer Ankunft in Simbabwe festgenommen und im Chikurubi-Gefängnis inhaftiert. Dewa wurde nach 15 Tagen unter Zahlung einer Kaution und weiteren Auflagen freigelassen. Internationale Menschenrechtsorganisationen verurteilten die Inhaftierung scharf.